# 이종룡
이종룡(1960년 ~ 2014년)은 대한민국의 전라북도 군산 출신의 노동자이다.

## 생애
월 매출이 3천만 원인 시계점을 운영하면서 70만 원짜리 구두를 신고 500만 원짜리 시계를 차고 다니는 등 씀씀이가 컸다. 사업에 실패해 1억 정도 빚졌고 그로 인해 방탕한 생활을 하였다. 빚은 이자가 붙어 4억에 달했다. 이종룡은  비지땀 흘리며 일 하는 사람을 TV에서 본 뒤 마음을 가다듬고   빚을 갚고자 수많은 일을 했다. 목욕탕 청소, 신문 배달, 떡 배달, 폐지·고철 수집, 학원 차량 운전 등 하루 24시간 중 2시간을 잠 자고 22시간 노동을 하면서 10년에 걸쳐 빚을 모두 갚았다. 알바왕이라는 별명이 있다. 2008년 10월 29일에 남은 빚을 모두 갚았으나 그 뒤에도 장시간 노동하면서 연간 5000만 원 이상 벌었다. 자신의 이야기를 다룬 책 『3억5천만 원의 전쟁』을 출판하기도 했다. 몇몇 방송 프로그램에 출연했다. 2014년 2월 대장암으로 말미암아 타계했다.

## 출연 방송
- MBC-시사매거진 2580 (2008년 10월 26일)
- OBS-전설의 시대 (2010년 4월 21일)
- SBS-궁금한 이야기 Y (2011년 2월 4일)
- MBC-TV특종 놀라운 세상 (2012년 2월 28일)
- KBS1-강연100 (2012년 5월 18일)[3]

## 저서
- 이종룡·곽성규,『3억5천만 원의 전쟁』, 들녘, 2009년 3월 27일, ISBN 9788975278273